# 北条夫人
北条夫人是战国时代至安土桃山时代的女性，真实姓名不详，也有文献称其为桂林院殿。武田胜赖的继室，北条氏康的女儿。

## 生平
1564年出生，是北条氏康六女。 在战国时代，相模国的后北条氏和甲斐国的武田氏处于敌对状态，但北条氏康和在天文10年（1541年）6月继承家督的武田晴信（信玄）之间进行了和睦。大约在天文13年（1544年），武田氏和后北条氏之间建立了甲相同盟。甲相同盟是通过武田晴信（信玄）的女儿黄梅院嫁给北条氏康的嫡男氏政而形成的婚姻同盟。甲相同盟是由武田晴信（信玄）的女儿黄梅院嫁给北条氏康的长子氏政而形成的婚姻同盟。武田氏还与骏河国的今川氏结成了甲骏同盟。在武田氏的调解下，今川氏和后北条氏也建立了同盟，从而形成了甲骏相三国同盟。
1568年，随着武田信玄入侵骏河，甲相同盟瓦解，黄梅院回归武田氏，婚姻关系解除。 1571年，武田信玄与北条氏政新缔结甲相联盟，但信玄在没有达成联姻的情况下于1573年病逝。继承了武田家家督的武田胜赖，娶了织田信长的养女、美浓国人远山直廉的女儿龙胜院为正室，龙胜院生下了胜赖的长子信胜。 龙胜院于元龟2年（1571）9月16日去世。此外，信玄晚年，武田氏和织田氏敌对，胜赖在1575年5月21日的长筱之战中被织田德川联军击败。长筱战败后，胜赖开始重建外交，为了强化甲相同盟，桂林院殿于1576年1月22日作为胜赖的继室与胜赖结婚
在天正6年（1578年），上杉谦信在越后国去世后，围绕着其继承人的争夺引发了御馆之乱。在天正6年（1578年），上杉谦信在越后国去世后，继承者之争引发了御馆之乱。最初，武田胜赖在其妻子的亲兄北条氏政的请求下，支持了另一位妻子的亲兄上杉景虎。但当上杉景胜方控制了局势后，胜赖改变了外交政策，与景胜结成了甲越同盟。败于乱局的景虎被迫自尽。到了天正7年（1579年）9月，甲相同盟被废除。 
但是，桂林院殿依然留在了武田家。 
由于甲越同盟在军事上未能有效运作，导致在天正10年（1582年）2月1日，织德联军入侵甲斐，这也引发了包括河内领主穴山信君在内的部分家臣团的叛变。在同年的2月19日，夫人为了胜赖和武田家的安泰，向武田八幡宫奉献了祈愿文。她在祈愿文中谴责了背叛者，并对他们施以诅咒，同时祈求众神庇佑胜赖，并希望获得他们的冥加。此外，她还表示，一旦大愿得以实现，她将与胜赖一起为神明奉献自己，从中可以感受到他们之间的亲密和睦。 不过，也有一种说法认为，这份祈愿文是后来受北条夫人委托而创作的。 
以下是这篇祈愿文的原文
南无归命顶礼（佛教用语）。向八幡大菩萨虔诚祈祷。自从武田氏太郎成为本国国主以来，八幡大菩萨保护着世代居住在这里的人们，但现在让人逆料不到的是，这里出现了逆臣扰乱国家。于是，胜赖将自己的命运交付给上天，不顾危险冲向敌阵。然而，由于出战不利，士卒不能齐心协力。特别是木曾义昌，他竟然无视神的悲悯，抛弃了身处困境的父母，发动了叛乱。这简直如同亲手杀害自己的母亲！特别是胜赖累代的重臣、受到无比重恩的家臣们也与逆臣相互交结，以闪电的速度想颠覆国家。这成简直是恼乱万民、妨害佛法的大逆不道的行为！难道胜赖他有什么无道的行为么？胜赖怒火冲天，心中无比憎恨。我也无限悲痛，泪流满面。如果真的有神虑天命，那你为什么去帮助犯有五逆十逆大罪的恶人们呢？诸神为什么在这个时候保佑他们而对我们却袖手旁观呢？如果真有神灵存在，请把命运的天平偏向我们，把胜利带给胜赖，将四方的灾难平息，结束兵乱。令我家永远子孙昌盛！
　　如果成就以上夙愿，胜赖与我定会精心为您建造神社及建立回廊。
　　源胜赖之妻敬白
在同年3月，战况恶化，武田胜赖试图逃往与相模国接壤的郡内领主小山田信茂的居城岩殿城。然而，当信茂叛变后，他们在笹子岭遭到织田军的袭击，随后逃至天目山。3月11日，在日川溪谷附近的天目山田野中，他们被泷川一益的军队发现并展开激战。胜赖战败。虽然武田胜赖一度劝北条夫人返回娘家，但是遭到拒绝。最终夫人与胜赖等人一起自杀。 享年19岁 。
辞世句是「黒髪の　乱れたる世ぞ　はてしなき　思いに消る　露の玉の緒」 。
若译为中文则作浊世黑发乱，倏忽魂绪销。
她的坟墓在景德院。 

### 法名
- 在天正11年（1583年），当她的兄长氏规为她举行追悼仪式时，她被赐予法号桂林院殿本溪宗光。 [9]
- 从武田氏那里，她在「法泉寺位牌」上被赠予法号阳林院殿华庵妙温大姐，在「景德院位牌」上则被赠予法号北条院殿模安妙相大禅定尼。

### 《小田原北条记》
在《小田原北条记》中记录道：“在过去，当我的弟弟越后三郎（景虎）陷入危机时，尽管我多次恳求，您都未予理睬。如今，怎能说命可惜，又有何面目回到小田原。”据说，她因为无法面对北条家而感到羞耻，并在最后选择了自尽。
她还留下了另一首诗：“帰る雁 頼む疎隔の言の葉を 持ちて相模の国府（こふ）に落とせよ”（南归的雁鸟啊，能否带着长久疏远的道歉之言，送往相模的国府——小田原）。

### 关于孩子
有一种说法认为她是武田胜赖的三女、次男和三男的母亲， 在《甲乱记》中记载，她并没有任何孩子。黑田基树在其著作中也提到了她没有生育子女的说法。 

## 人物评价
在山梨县身延町的南松院，保留着惠林寺住职快川绍喜的遗墨兰溪字说（这是一件县指定的文化财产，现存于山梨县立博物馆）。这份遗墨记录了赐予“甲州城上淑女君”侍局法号的由来，而这位淑女君被认为是指北条夫人。其中称赞她的淑德：“家中言，与善人为伴如同身处芝兰之室，即使长时间不闻其香，也会自然而然地化为一体。何况善人会是他人呢？淑女君正是如此。”

## 图片集锦

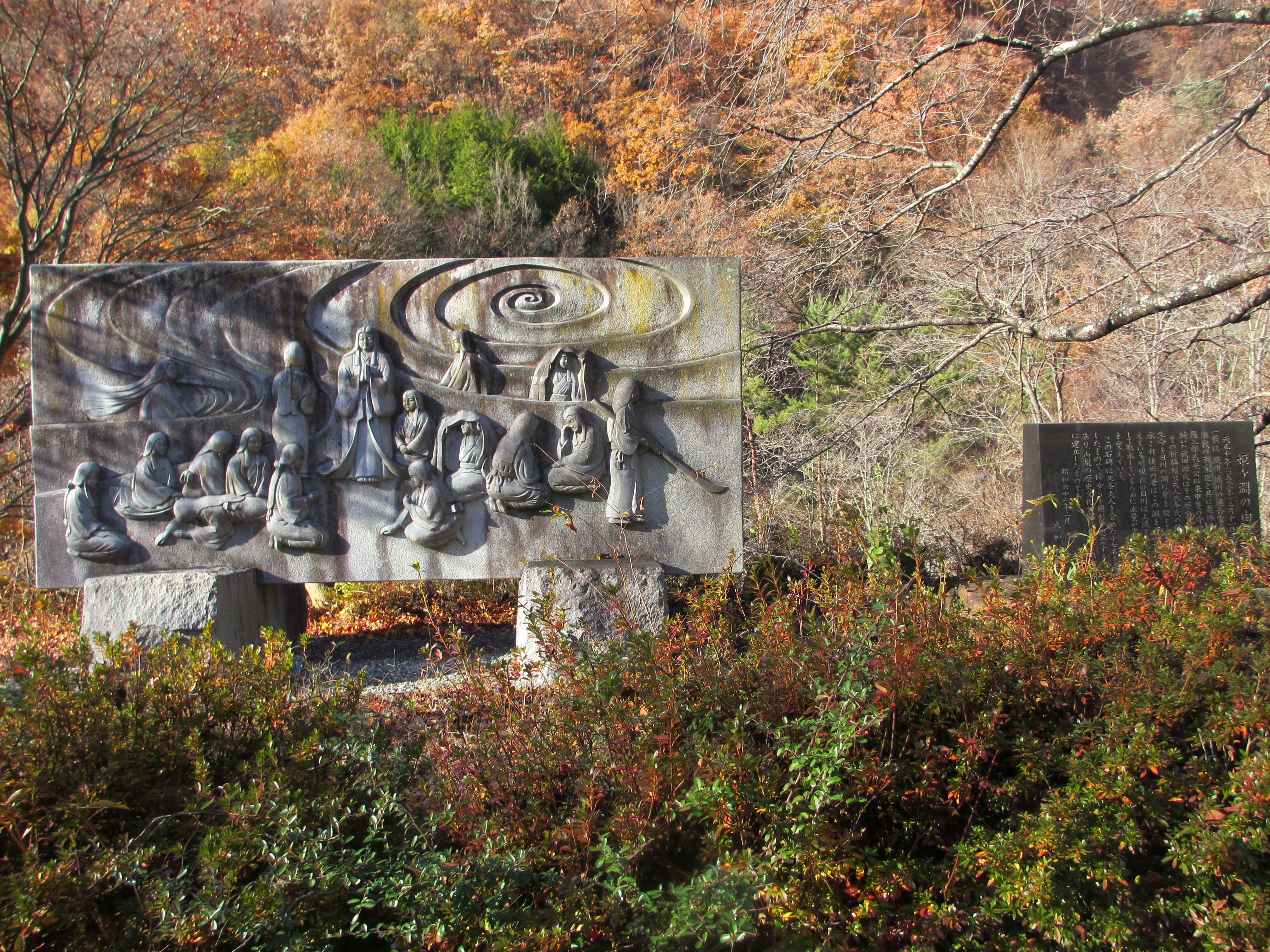
姫ヶ淵（姬落潭）由来説明板・顕彰慰霊碑是一处纪念碑，用以纪念勝頼公夫人北条氏及其17名侍女的慰灵和纪念。
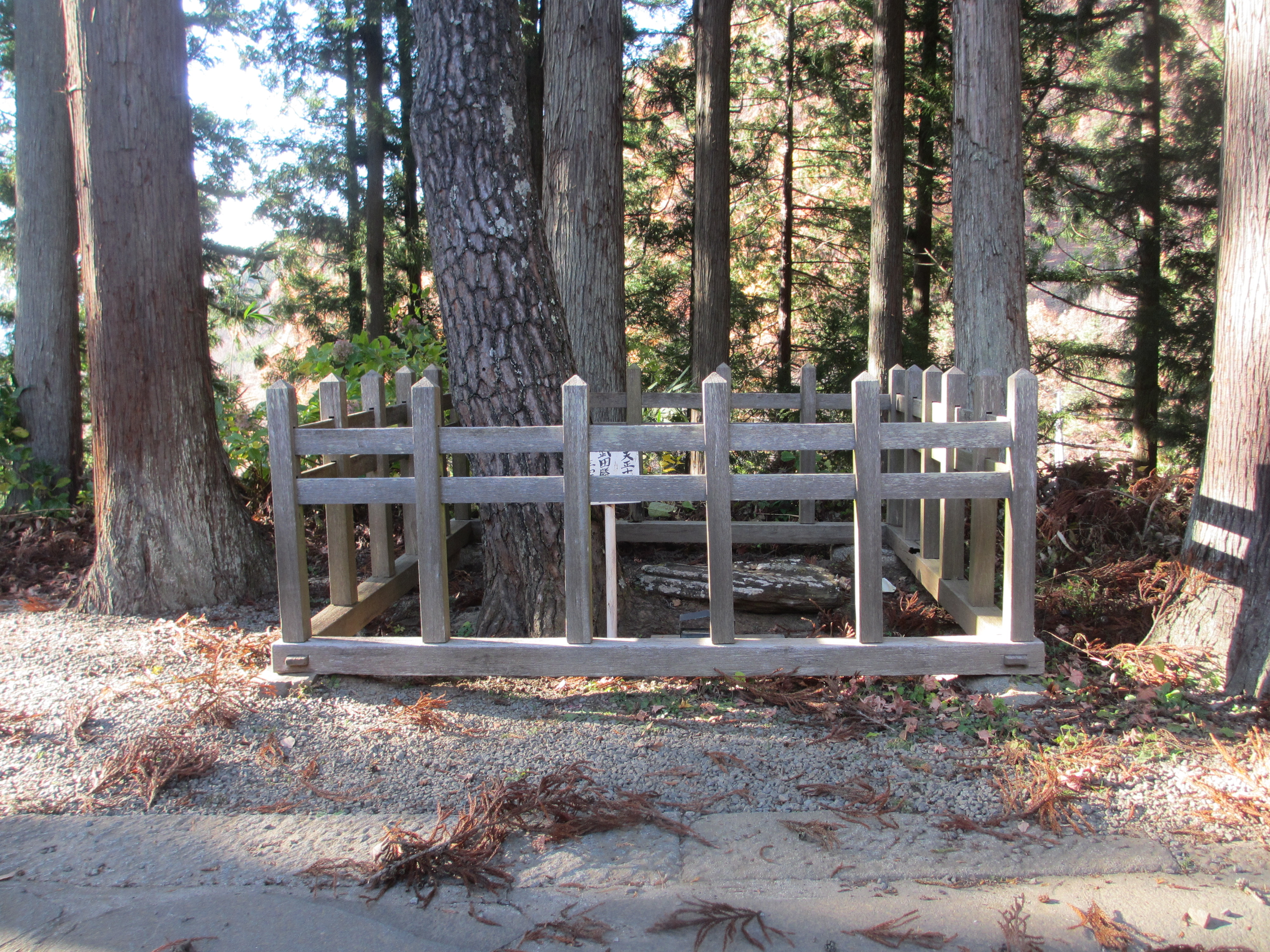
北条夫人自杀处（天正10年3月建立，在高德院里）
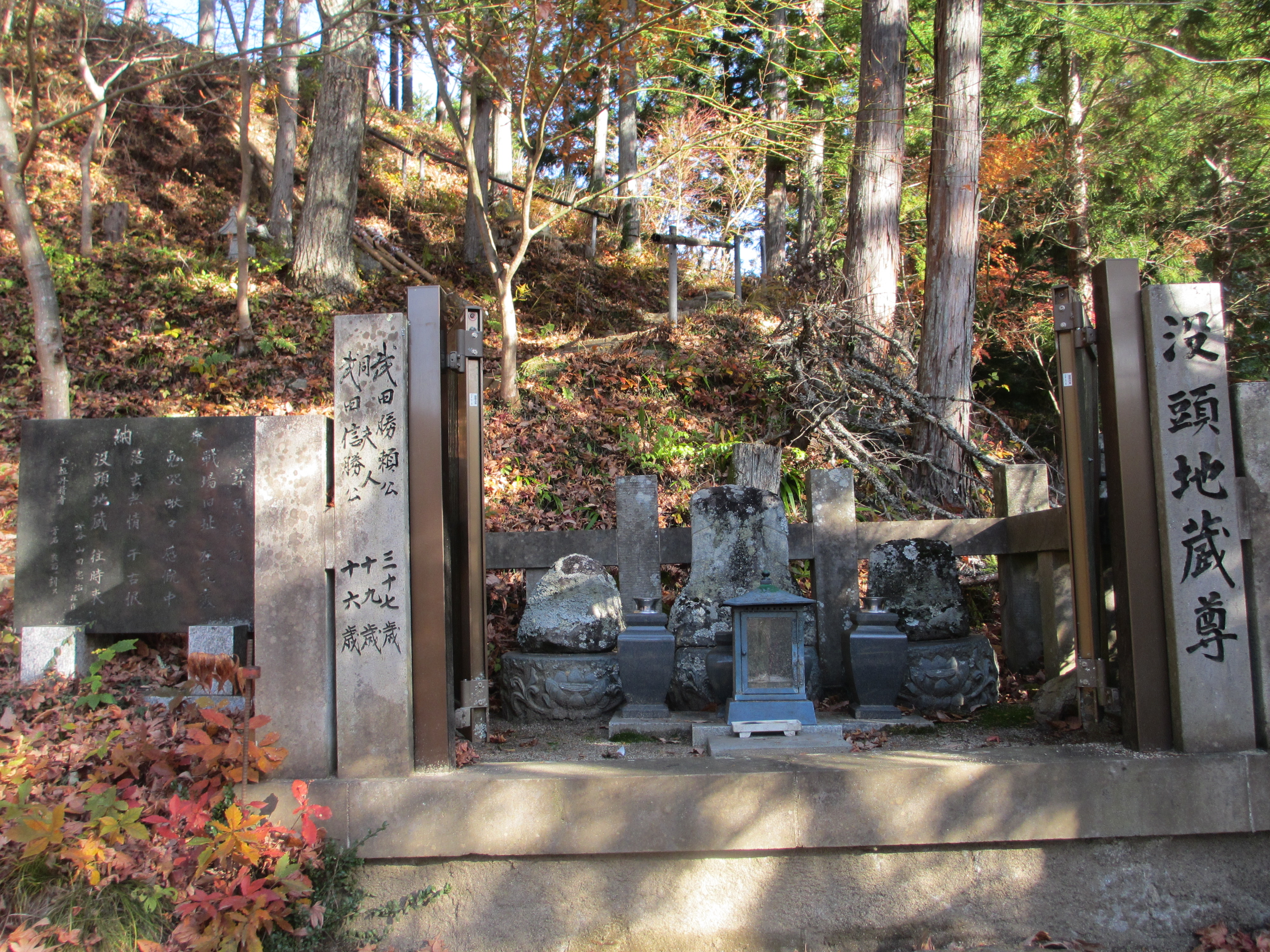
没頭地蔵尊是一尊特殊的地藏菩萨像，配有关于武田胜赖公（37岁）、北条夫人（19岁）和武田信胜公（16岁）的生平的介绍。

## 相关作品
- 《おんな風林火山》（ TBS ，1986年，奥田惠子饰演）
- pop'n music - 《pop'n music 18战国列传》收录了一首名为《黑发乱修罗成》的歌曲，其标题来自于她的死亡诗。

## 脚注
1. 1 2  黒田 2017，第113頁.
2. ↑  黒田 2017，第113-114頁.
3. 1 2 3  黒田 2017，第114頁.
4. ↑  宮本 1997.
5. ↑  丸島 2015.
6. ↑  平山 2017，第676頁.
7. ↑  平山 2017，第675頁.
8. ↑  神奈川県県民部県史編集室 1983，第652頁.
9. ↑  黒田 2017，第115頁.
10. ↑  上野 1978.